# Pourtalesia
Genre
Pourtalesia est un genre d'oursins irréguliers de la famille des Pourtalesiidae. Oursins abyssaux de forme allongée, leur dénomination constitue un hommage au naturaliste américain Louis François de Pourtalès.

## Description et caractéristiques

Pourtalesia miranda

Ce sont des oursins très irréguliers, dont la forme a évolué de la sphère vers une forme très allongée, rappelant parfois celle d'une bouteille.
Cet ordre semble être apparu au Miocène, et est répandu principalement en Atlantique nord et Antarctique, avec quelques espèces intertropicales. Dans tous les cas, il est strictement inféodé aux abysses.

## Habitat et mode de vie
Ce sont des oursins abyssaux, et peut-être le genre vivant le plus profond : ils sont inféodés au plus profond des abysses, la zone hadale, et ont été récoltés à plus de 6 850 m de profondeur dans la fosse de Java.
Ils semblent se nourrir à la manière des holothuries, en ingérant la pellicule superficielle du sédiment qui contient une fraction de matière nutritive. 

## Liste des espèces
Selon World Register of Marine Species (9 décembre 2015) :
- Pourtalesia aff. alcocki Koehler, 1914
- Pourtalesia alcocki Koehler, 1914 -- Océan indien occidental
- Pourtalesia aurorae Koehler, 1926 -- Antarctique
- Pourtalesia debilis Koehler, 1926 -- Antarctique
- Pourtalesia heptneri Mironov, 1978
- Pourtalesia hispida A. Agassiz, 1879 -- Antarctique
- Pourtalesia jeffreysi Thomson, 1873 -- Atlantique nord
- Pourtalesia laguncula A. Agassiz, 1879 -- Mer du Japon et Malaisie
- Pourtalesia miranda A. Agassiz, 1869 -- Atlantique nord
- Pourtalesia tanneri A. Agassiz, 1898 -- Pacifique est
- Pourtalesia thomsoni Mironov, 1976
- Pourtalesia vinogradovae Mironov, 1995

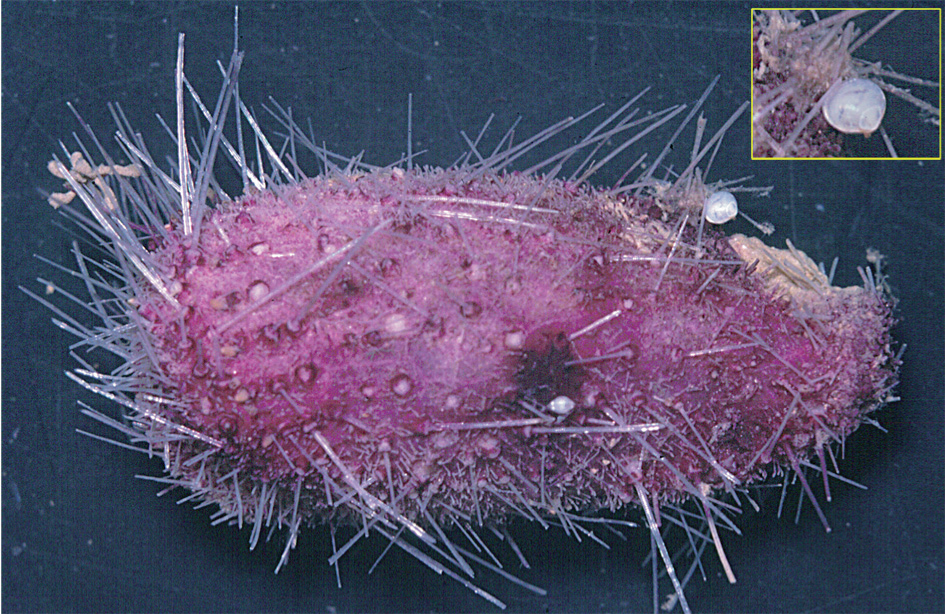
Pourtalesia miranda
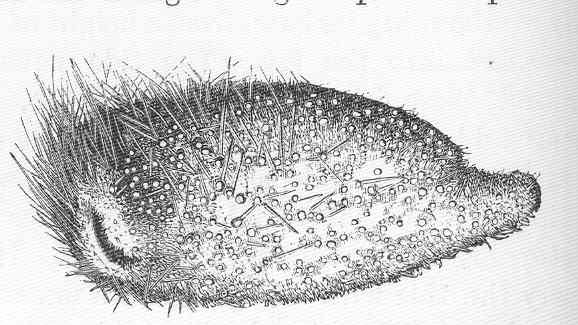
Pourtalesia jeffreysi